# 波德拉斯基省 (1513–1795)
波德拉斯基省于1513年被西吉斯蒙德一世创建，作为一个分割自查基省的立陶宛大公国省份。
在1569年与波兰王国于联合为波兰立陶宛联邦后，该省移交给了波兰王冠领地。

## 政府部门所在地
省总督（Wojewoda）所在地：
- 别斯克-波德拉斯基
- 德罗西琴

## 行政区划
| 行政区划       | 波兰语           | 首府              |
| 别斯克地区     | ziemia bielska   | 别斯克-波德拉斯基 |
| 德罗西琴地区   | ziemia drohicka  | 德罗西琴          |
| 米耶尔尼克地区 | ziemia mielnicka | 米耶尔尼克        |

## 省总督
- 扬·沃丁斯基（1613年－1616年）
- 安德热·查经斯基（1625年－1633年）
- 帕维夫·施查英斯基（1633年－1634年）
- 斯坦尼斯瓦夫·涅米拉（1634年－1646年或1648年）